# Szabadszállás
Szabadszállás är en mindre stad i Ungern.

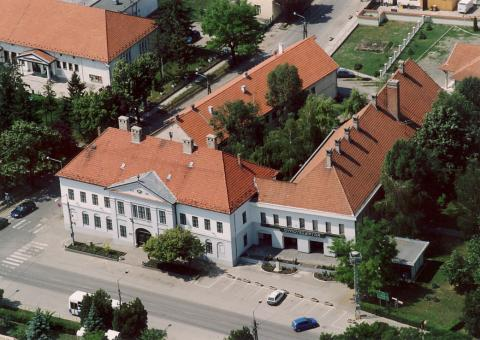
Flygbild.